# CyberBunker

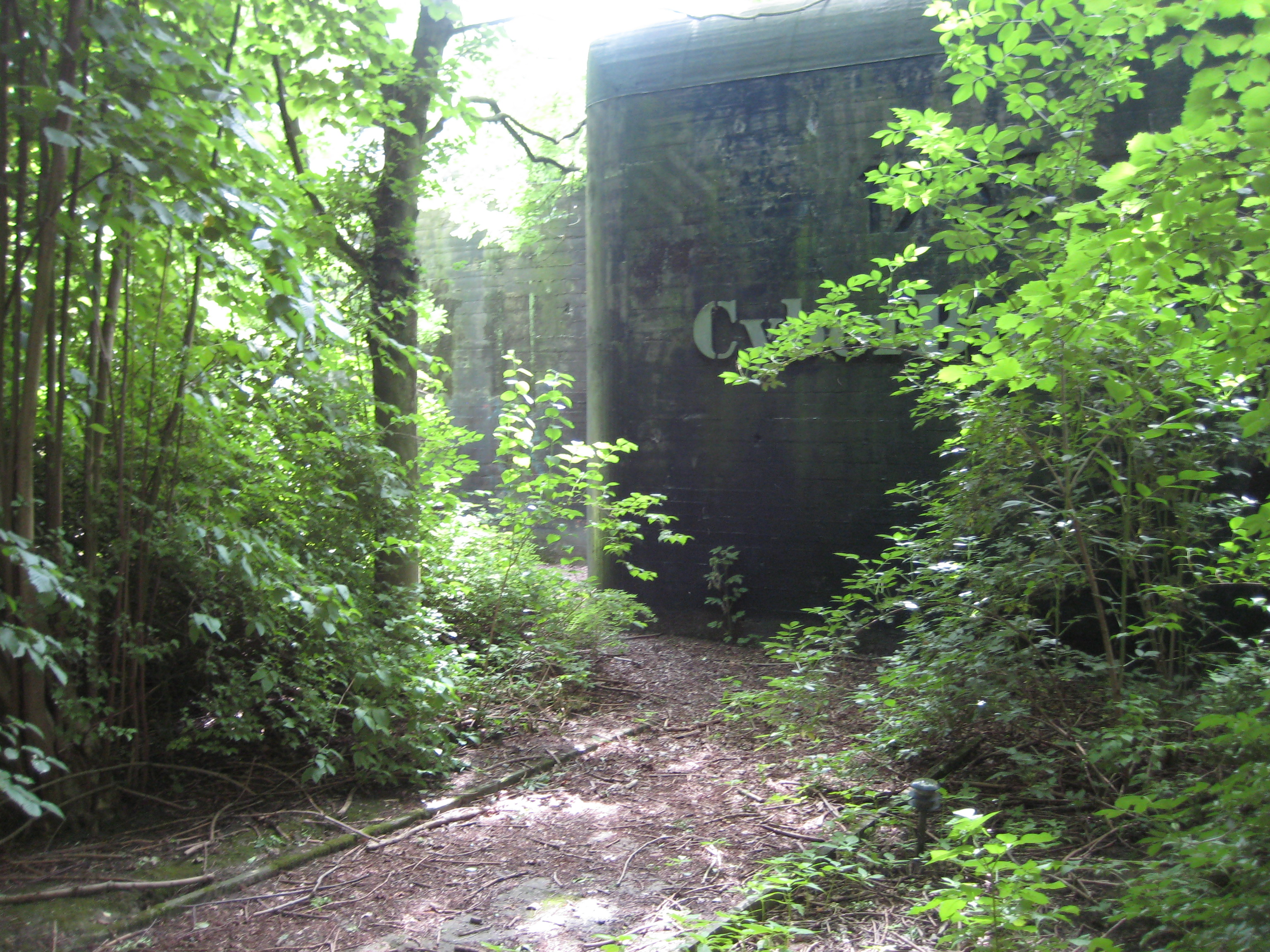
Entrada al búnquer de CyberBunker

CyberBunker fue un proveedor de servicios de Internet en Alemania y en los Países Bajos que, según su sitio web, alojaba "servicios a cualquier sitio web", excepto pornografía infantil y todo lo relacionado con el terrorismo. Por algún tiempo sirvió como huésped para The Pirate Bay y como uno de los muchos espejos de Wikileaks. También fue acusado de ser huésped para spammers, para servidores de comando y control de botnets, de malware y estafas en línea. La compañía también estuvo implicada en los secuestros del Border Gateway Protocol de las direcciones IP usadas por Spamhaus y el Departamento de Defensa de los Estados Unidos. El secuestro de Spamhaus fue parte de un gran ataque de denegación de servicio distribuido excepcionalmente, lanzado contra ellos en marzo de 2013. Debido al tamaño de este ataque, recibió una considerable atención de los medios de comunicación. La compañía se llamaba así por el lugar donde se alojó, un antiguo búnker de la Guerra Fría. Construido en 1955 a las afueras de la pequeña ciudad de Kloetinge, en el sur de la Holanda, el espacio se planeó como un centro del ejército holandés para repeler un posible ataque nuclear. Fue desechado finalmente por los militares holandeses en 1994. A partir de 2016 la ubicación física de CyberBunker fue un "secreto" conocido. En el 2021, su creador y líder principal, Herman-Johan Xennt, fue procesado y sentenciado a prisión.

## Historia
En 1995, Herman-Johan Xennt adquirió, a las afueras de Kloetige, pequeño poblado en la zona sur de los Países Bajos, un búnker de 20,000 pies cuadrados a que, construido en 1955 y desclasificado por el ejército de los Países Bajos en 1994, había sido usado por la Organización del Tratado del Atlántico del Norte (OTAN) como un Centro Provincial de Comando Militar de las Fuerzas Armadas de los Países Bajos para repeler un posible ataque nuclear.
Junto con sus colaboradores, Xennt formó en ese espacio físico la compañía CyberBunker para ofrecer sitios web "a prueba de balas". Durante los años 1990, sus clientes fueron sobre todo sitios web de pornografía. Su política era aceptar cualquier sitio web excepto los relacionados con pornografía infantil y terrorismo.
CyberBunker tiene una larga historia de roces con la ley. En 2002 se produjo un incendio en el búnker desde donde operaban. Después se descubrió que, además de los servicios de alojamiento en Internet, tenía en funcionamiento un laboratorio de MDMA. Tres de los cuatro hombres acusados de la operación del laboratorio fueron condenados a tres años de prisión; el cuarto fue absuelto por falta de pruebas.[cita requerida]

### The Pirate Bay
En octubre de 2009, el tracker de BitTorrent The Pirate Bay, que había sido objeto de acciones legales por parte de diversos grupos antipiratería, incluida la organización holandesa de derechos de autor BREIN, se trasladó de Suecia a CyberBunker. En 2010, el tribunal de distrito de Hamburgo determinó que CyberBunker, que operaba en Alemania como CB3Rob Ltd & Co KG, ya no podía acoger The Pirate Bay, con una multa de 250.000 euros o hasta dos años de prisión por cada infracción.

### Spamhaus
En octubre de 2011, Spamhaus identificó a CyberBunker como proveedor de hosting para spammers y se contactó con su proveedor upstream, A2B, y se solicitó que se cancelara el servicio. A2B se negó inicialmente, y bloqueó una sola dirección IP vinculada al correo basura. Spamhaus respondió, mediante la lista negra, de todo el espacio de direcciones A2B. A2B capituló, y dejó caer CyberBunker, pero luego presentó quejas con la policía holandesa contra Spamhaus por extorsión.[cita requerida]
En marzo de 2013, Spamhaus añadió CyberBunker a su lista negra. Poco después se produjo un ataque de denegación de servicio distribuido (DDoS) de una escala no reportada previamente, con un máximo de 300 gigabits por segundo (un ataque a gran escala a menudo es de alrededor de 50 Gbit/s, mientras que el mayor ataque conocido anteriormente fue 100 Gbit/s), lanzado contra los servidores web y de correo electrónico de Spamhaus, utilizando un ataque de amplificación del sistema de nombres de dominio (DNS), el 27 de marzo de 2013. El ataque duró más de una semana. Steve Linford, director ejecutivo de Spamhaus, dijo que habían resistido el ataque. Otras compañías, como Google, habían puesto sus recursos a disposición para ayudar a absorber el tráfico. El ataque estaba siendo investigado por cinco diferentes ciberfuerzas policiales nacionales en todo el mundo. Spamhaus alegó que Cyberbunker, en cooperación con "bandas criminales" de Europa del Este y Rusia, estaba detrás del ataque. 
CloudFlare, una empresa de seguridad en Internet con sede en Frankfurt/Alemania, también ayudó a Spamhaus a combatir el ataque DoS. 
El 29 de marzo de 2013, BunkerInfra, una compañía de almacenamiento de datos seguros no vinculada, emitió un comunicado de prensa en el que declaraba haber sido dueños del antiguo búnker militar desde 2010, que cualquier reclamación hecha por CyberBunker con respecto al uso continuado del complejo es falsa y que no han estado operando desde el búnker desde el incendio de 2002. 
El 25 de abril de 2013, Sven Olaf Kamphuis, portavoz vocal de CyberBunker, fue arrestado a petición de autoridades holandesas cerca de Barcelona por la policía española, tras la colaboración a través de Eurojust. Un comunicado de prensa anónimo, subido a Pastebin el día siguiente, donde se exigía la liberación de Kamphuis, amenazó con más ataques a gran escala si permanecía bajo custodia. Las autoridades españolas informaron que Kamphuis operaba desde un búnker bien equipado y utilizaba una furgoneta como oficina informática móvil. No se proporcionó más información sobre este búnker. 

## Documental
El documental de Netflix "Cyberbunker: The Criminal Underworld" se estrenó en 2023. Contiene entrevistas con el fiscal investigador y agentes de policía, periodistas, el alcalde de Traben-Trarbach, Xennt y otros miembros de su organización. La policía reveló que había colocado en el búnker a un jardinero encubierto y a una mujer de la limpieza y que atrajeron a Xennt y a su equipo fuera del búnker antes de la redada.